# Sherbournia myosura
Sherbournia myosura är en måreväxtart som beskrevs av Nicolas Hallé. Sherbournia myosura ingår i släktet Sherbournia och familjen måreväxter. Inga underarter finns listade i Catalogue of Life.